# Alpro
Alpro è una società belga con sede a Gand specializzata nella vendita di prodotti ecologici e no, non geneticamente modificati, e vegetali, fra cui alimenti a base di soia, mandorle, nocciole, anacardi, riso, avena o cocco. La Alpro vanta un organico di oltre 1200 dipendenti in Europa e tre stabilimenti produttivi in Belgio, Francia e Regno Unito. La Alpro vende principalmente i suoi prodotti in Europa, questo sebbene sia attiva anche in altri mercati del mondo. L'attuale amministratore delegato della Alpro è Sven Lamote.

## Storia

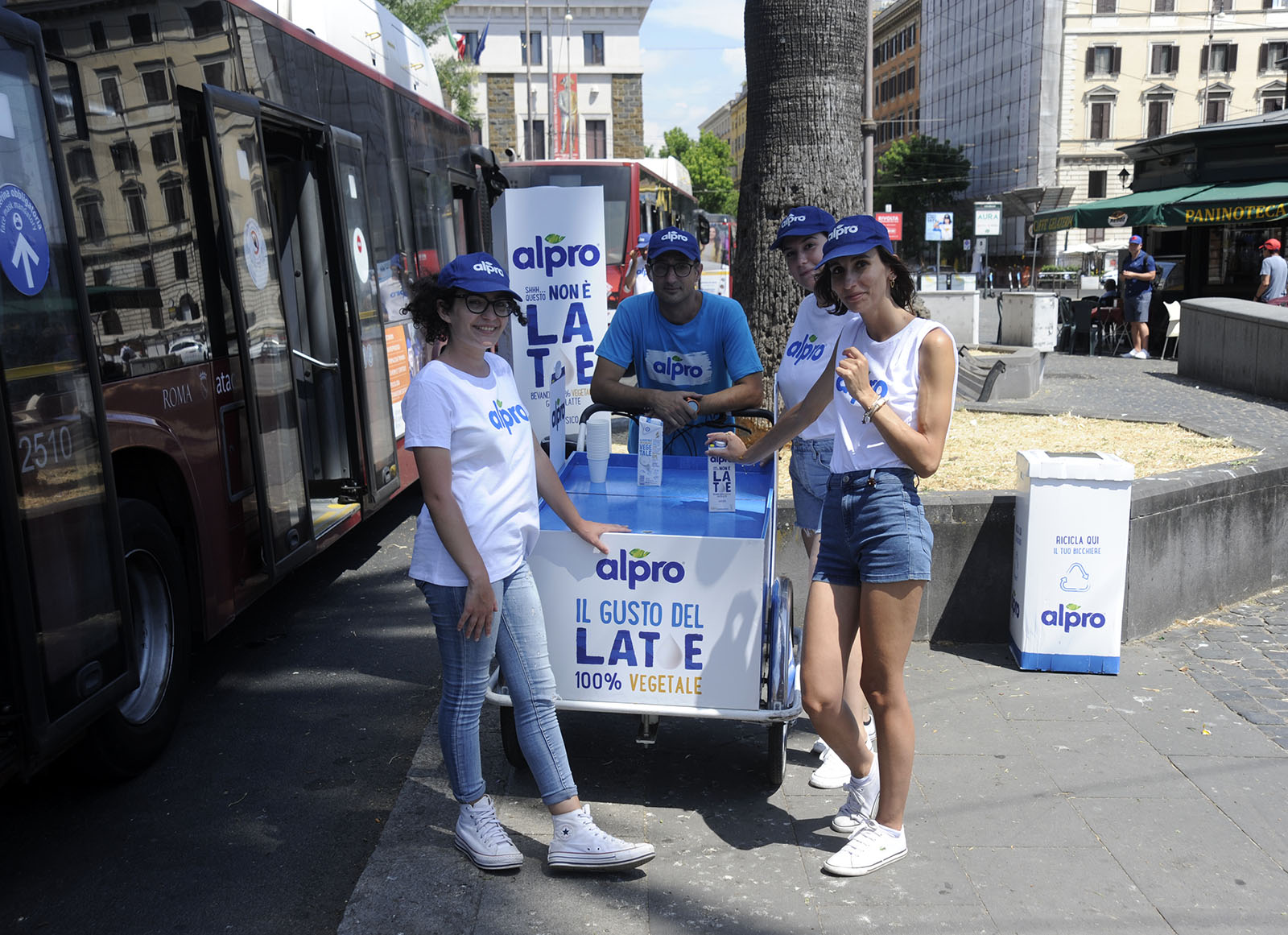
Punto promozione a Roma piazza Risorgimento 2022

La Alpro fu fondata nel 1980 ed era una filiale del gruppo belga Vandemoortele. Successivamente, la società si espanse in tutta Europa e, nel 2000, costruì una fabbrica di latte di soia a Burton Latimer, in Inghilterra. Nel 2006, la Alpro ideò un latte di soia "a basso contenuto calorico". Due anni più tardi lanciò sul mercato britannico la prima "alternativa dello yogurt a base di soia e a ridotto contenuto calorico". Fra il 2000 e il 2008, le entrate della Alpro triplicarono. Le bevande rappresentano i due terzi delle entrate dell'azienda. Nel giugno 2009, la Vandemoortele vendette la Alpro per circa 455 milioni di dollari USA alla statunitense Dean Foods, che distribuisce il marchio di latte di soia Silk. Nel giugno 2013, la consociata di Dean Foods WhiteWave che gestiva un tempo la Alpro, fu esclusa in qualità di società indipendente quotata alla borsa di New York. Nel luglio 2013, Dean Foods vendette la rimanente quota del 19,9% alla WhiteWave, ponendo così fine alla loro collaborazione con la Alpro. Nel luglio 2016, fu annunciata l'intenzione della francese Danone di acquistare la WhiteWave Foods per 10,4 miliardi di dollari. L'acquisizione fu completata nell'aprile 2017 e la nuova società fu denominata DanoneWave.

## Prodotti
La Alpro distribuisce principalmente alimenti vegetariani e vegani a base di soia e altri prodotti vegetali (mandorle, nocciole, anacardi, riso, avena o cocco) fra cui latte, yogurt, creme, dolci, margarine e gelati. Altri prodotti Alpro includono yogurt e "prodotti alternativi per dessert e carni". I marchi della Alpro sono Belsoy, Alpro Soya e Provamel.
Quest'ultimo è riservato esclusivamente ai prodotti biologici (incluse molte versioni biologiche dei prodotti Alpro Soya) venduti soltanto da rivenditori indipendenti di alimenti naturali. Il latte di soia del marchio belga ha ottenuto il miglior punteggio durante un sondaggio della Stiftung Warentest in cui sono stati testati sedici diversi marchi di latte di soia.